# Chloramoebaceae
Famille
Les Chloramoebaceae sont une famille d'algues de l'embranchement des Ochrophyta, de la classe des Xanthophyceae ou Tribophyceae (algues jaunes) comprenant une quinzaine de genres. C'est la seule famille de l'ordre des Chloramoebales.

## Étymologie
Le nom vient du genre type Chloramoeba, composé du préfixe chloro-, vert, et du suffixe -amoeba (du grec αμοιβη / amoibē), « transformation », par allusion au protozoaire du groupe des amibozoaires, littéralement « amibe verte », en référence à la couleur des cellules de cet organisme et à leur ressemblance avec des amibes notamment par la présence épisodique de pseudopodes. L'épithète spécifique de l'espèce Chloramoeba heteromorpha (heteromorpha, « différentes formes ») renforce l'idée des différents aspects que peut revêtir cet organisme.

## Liste des genres
Selon AlgaeBase (24 mars 2022) :
- Ankylonoton Pascher
- Anotropsis Pascher
- Beckingia Ruinen
- Bothrochloris Pascher
- Chloramoeba Bohlin   genre type
- Chloranima Strand
- Chlorokardion A.Pascher
- Chloromeson Pascher
- Heterochloris Pascher
- Nephrochloris Geitler & Gimesi
- Pedinomonadopsis Massyuk & Guk
- Phacomonas Lohmann
- Polykyrtos Pascher
- Schillerochloris J.Ruinen
- Xanthomonas Scagel & J.Stein